# HMS Speaker (D90)
HMS Speaker (D90), nguyên là tàu sân bay hộ tống USS Delgada (CVE-40) (ký hiệu lườn ban đầu AVG-40 và sau đó là ACV-40) của Hải quân Hoa Kỳ thuộc lớp Bogue, được chuyển cho Hải quân Hoàng gia Anh Quốc và đã hoạt động trong phần lớn thời gian của Chiến tranh Thế giới thứ hai tại Ấn Độ Dương và Thái Bình Dương.

## Thiết kế – Chế tạo – Chuyển giao
Delgada được đặt lườn dựa trên kiểu tàu hàng "C3" vào ngày 9 tháng 10 năm 1942 tại xưởng đóng tàu của hãng Seattle-Tacoma Shipbuilding ở Seattle, Washington; nó được hạ thủy vào ngày 20 tháng 2 năm 1943, được đỡ đầu bởi Bà James B. Sykes, và được xếp lại lớp với ký hiệu lườn CVE-40 vào ngày 15 tháng 7 năm 1943. Nó được chuyển cho Anh Quốc vào ngày 20 tháng 11 năm 1943 theo chương trình Cho thuê-cho mượn, và được đổi tên thành HMS Speaker (D90), và đã phục vụ trong chiến tranh như một chiếc thuộc lớp Ameer.
Sau khi được gắn thiết bị và được thủy thủ đoàn Hải quân Hoàng gia làm quen trong một ngày chạy thử máy, Speaker được chính thức đưa ra hoạt động vào ngày 20 tháng 11 năm 1943, trong một buổi lễ có sự hiện diện của hãng đóng tàu và các quan chức Hải quân Mỹ, và đến ngày 6 tháng 12 nó sẵn sàng lên đường.
Dù sao, chiếc tàu sân bay vẫn cần được cải biến để phù hợp với những tiêu chuẩn Anh, và những công việc ban đầu được thực hiện tại ụ tàu Burrards ở Vancouver, Canada. Chúng bao gồm kéo dài sàn đáp, trang bị dẫn đường, cải biến sàn chứa máy bay, chỗ nghỉ và kho chứa; bổ sung các biện pháp an toàn, thiết bị tiếp nhiên liệu ngoài biển, vũ khí, hệ thống liên lạc nội bộ, thông tin vô tuyến và nhiều thứ cần thiết khác.

## Lịch sử hoạt động

### Những hoạt động chuẩn bị
Hoàn tất những công việc tại Vancouver, Speaker đi qua kênh đào Panama vào ngày 8 tháng 3 năm 1944, ghé qua Norfolk, Virginia trước khi chất lên tàu máy bay đóng thùng, dự trữ và hành khách tại đảo Staten, New York. Speaker khởi hành đi Liverpool vào ngày 8 tháng 3 trong một đoàn tàu vận tải hướng về phía Đông, và đến nơi vào ngày 8 tháng 4. Nó quay lại Hoa Kỳ tiếp tục thực hiện một chuyến vận chuyển máy bay thứ hai.
Vào ngày 17 tháng 5, Speaker đến Greenock. Được đòi hỏi để hoạt động như một tàu sân bay tấn công hỗ trợ cho các hoạt động của lục quân, nó tiếp tục trải qua những cải biến tại hãng Caledon Shipbuilding & Engineering Company ở Dundee. Trong khi chờ đợi những chiếc F6F Hellcat thuộc Phi đội 1840 Không lực Hải quân Hoàng gia phối thuộc cho nó hoàn tất việc huấn luyện, Speaker đã hoạt động như là tàu sân bay huấn luyện từ ngày 16 tháng 10 đến ngày 14 tháng 12. Gần 1.500 lượt hạ cánh đã được thực hiện bởi những chiếc máy bay Barracuda, Swordfish và Helldiver.

### Địa Trung Hải và Ấn Độ Dương
Cuối tháng 12, Phi đội 1840 lên tàu với những chiếc Hellcat Mk. III kiểu mới được trang bị rocket; và Speaker khởi hành đi Gibraltar và Địa Trung Hải vào ngày 11 tháng 1 năm 1945 cùng với các tàu chị em HMS Slinger, HMS Khedive và ba tàu khu trục. Đang khi băng ngang Địa Trung Hải, hải đội đã tiến hành một cuộc truy lùng tàu ngầm ngoài khơi Bắc Phi sau khi có báo cáo nhìn thấy của tàu buôn, nhưng đã không thành công. Chúng dừng chân một chặng ngắn tại Alexandria và được tiếp nhiên liệu tại Aden, trước khi tiếp tục hành trình để gia nhập Hạm đội Viễn Đông Anh Quốc tại Colombo thuộc Ceylon (Sri Lanka ngày nay). Việc thực hành bay được tiến hành trên đường đi, và một máy bay cùng phi công đã bị mất trong một tai nạn tại biển Đỏ.
Khi đến Colombo vào ngày 4 tháng 2, Speaker và Slinger được lệnh tiếp tục hành trình để gia nhập Hạm đội Thái Bình Dương Anh Quốc tại Sydney, Australia. Khi ở ngoài khơi Western Australia, hai chiếc tàu sân bay đã tham gia vào việc tìm kiếm những người sống sót từ một tàu vận chuyển binh lính bị chìm. Chúng đi đến Sydney vào ngày 23 tháng 2, nơi tám máy bay của Speaker cùng phi công được cho chuyển sang tàu sân bay HMS Indomitable. Trong khi ở lại cảng, công việc sửa chữa và bảo trì được hoàn tất trong khi thủy thủ đoàn được hưởng một kỳ nghỉ phép ngắn tại nhà ở địa phương.

### Hạm đội Thái Bình Dương Anh Quốc
Speaker rời Sydney vào ngày 9 tháng 3 đi đến căn cứ tiền phương của Hạm đội Thái Bình Dương tại đảo Manus, ngang qua eo biển Jomard, nơi nó tham gia tìm kiếm những người còn sống sót của chiếc USS Robert Sylvester. Sau một chặng dừng ngắn, và giờ đây thuộc thành phần Hải đội Tàu sân bay 30, nó lên đường vào ngày 18 tháng 3 cùng với Striker và một đội hộ tống do HMS Kempenfelt dẫn đầu, với nhiệm vụ tuần tra chiến đấu trên không cho khu vực tiếp nhiên liệu của Anh trong Chiến dịch Iceberg, cuộc đổ bộ lên Okinawa. Nhóm hộ tống cho lực lượng "tiếp liệu" bao gồm các tàu khu trục, tàu xà-lúp, tàu frigate và tàu corvette của Anh và Australia, như là Pheasant, Crane, Woodcock, Whimbul, Avon, Derg, Findhorn, Parrett, Bathhurst, Cessnock, Pirie và Whyalla. Mặc dù bản chất thường lệ của nhiệm vụ và sự thiếu vắng các hoạt động tác chiến, tinh thần của lực lượng tiếp liệu và hộ tống vẫn rất cao.
Vào ngày 23 tháng 5, Hạm đội Thái Bình Dương rút lui về Leyte để tiếp tế; những phi công và máy bay còn lại của Speaker cùng một số nhân viên kỹ thuật được cho chuyển sang Indomitable để tăng cường sức mạnh ở tuyến đầu. Speaker được chuyển trở thành một kiểu tàu sân bay tiếp liệu, cung cấp máy bay thay thế bù đắp vào tổn thất của hạm đội trong tác chiến, nhận lại máy bay hư hỏng để sửa chữa, chuyển những người bị thương sang tàu bệnh viện Oxfordshire.
Chiến dịch Iceberg hoàn tất vào giữa tháng 5 và Hạm đội Thái Bình Dương quay trở về Sydney để sửa chữa, bổ sung tiếp liệu và để thủy thủ đoàn được nghỉ ngơi. Trên đường đi, Speaker đã nhận lên tàu một binh sĩ Australia bị bệnh từ tàu chuyển quân Mỹ Pontius H. Ross để được phẫu thuật cấp cứu.

### Sau chiến tranh
Khi chiến tranh chấm dứt, Speaker được hoàn trả cho Hoa Kỳ vào ngày 27 tháng 7 năm 1946, rồi được bán để hoạt động hàng hải thương mại tư nhân vào ngày 22 tháng 4 năm 1947 dưới tên gọi Lancero, sau đó đổi tên thành President Osmena vào năm 1965 rồi thành Lucky One vào năm 1971. Nó được tháo dỡ tại Đài Loan vào năm 1972.